# Бистшанка
Бистшанка (пол. Bystrzanka (dopływ Ropy), Bystra) — гірський потік в Польщі, у Горлицькому повіті Малопольського воєводства. Ліва притока Ропи, (басейн Балтійського моря).

## Опис
Довжина потоку приблизно 7,25  км, найкоротша відстань між витоком і гирлом — 5,12  км, коефіцієнт звивистості потоку — 1,42 . Формується безіменними гірськими потоками. Потік тече на північно-західному краю Низьких Бескидів.

## Розташування
Бере початок на північних схихах гори Масляної (753 м) на висоті 495 м над рівнем моря на південно-східній стороні від села Бесьник (гміна Лужна). Тече переважно на південний схід через Бистру і між селами Шимбарк та Ропиця-Польська впадає у річку Ропу, ліву притоку Вислоки.

## Цікавий факт
- Навколо потоку пролягають туристичні щляхи, яки на мапі туристичеій значаться кольором: зеленим (Шимбарк — Єленя (684 м) — Масляна (753 м) — Зелена (690 м) — Струже); синім (Бесьник — Горлиці — Сяри — Магура Малатовська (813 м)[4].